# Гаражная экономика
Гара́жная эконо́мика — разнообразная хозяйственная деятельность, сконцентрированная на территории гаражно-строительных кооперативов (ГСК). Часто под «гаражной экономикой» ошибочно понимают нелегальную, ненаблюдаемую, теневую экономику. Если издержки на формальную легализацию (регистрация ООО или ИП) ниже, чем на деятельность без регистрации, гаражники официально регистрируют свою деятельность и действуют в формальном поле.

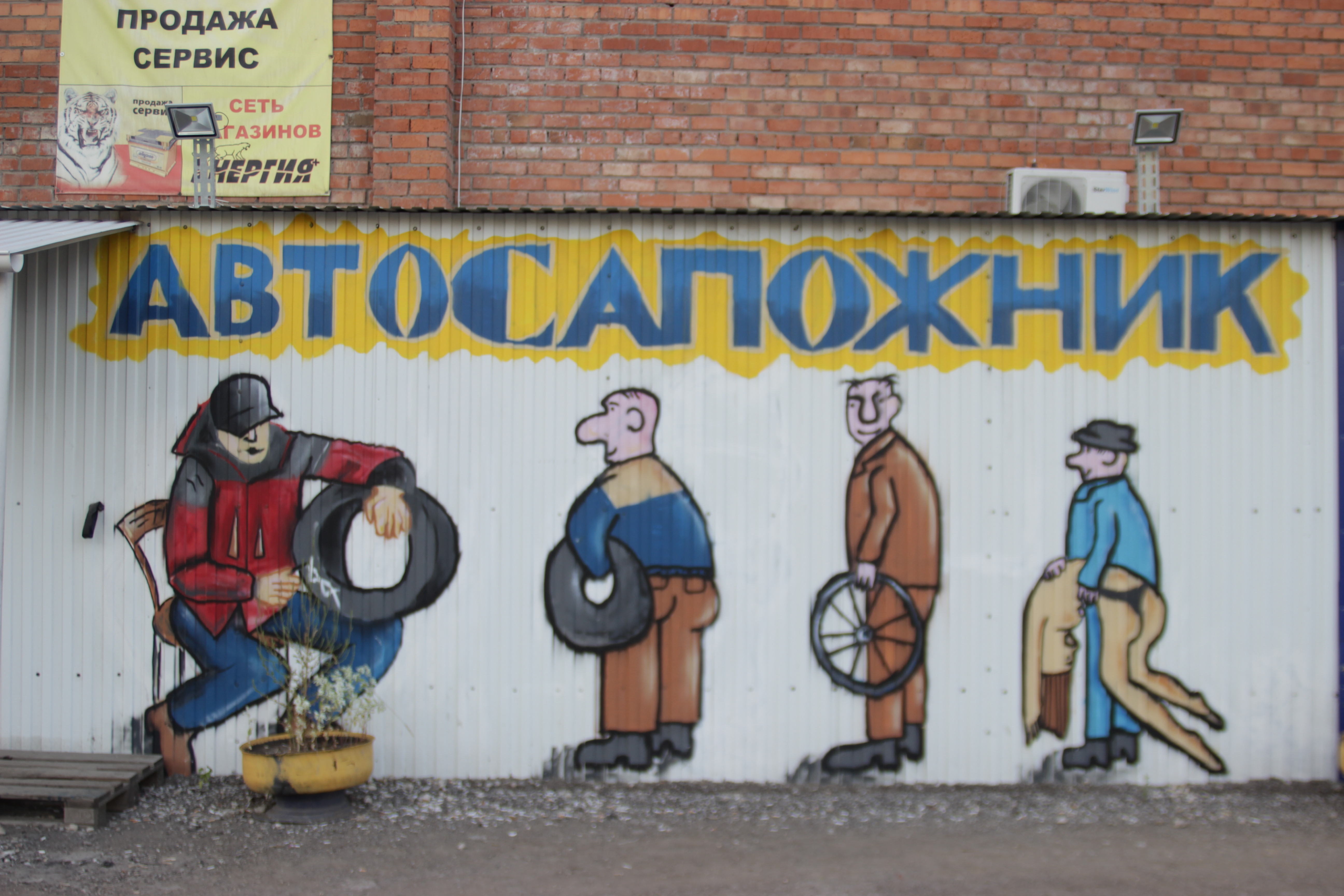
Реклама услуг гаражного мастера

## История
В 1960-е годы в СССР начали возникать первые гаражно-строительные кооперативы. Постановление Совета министров РСФСР № 1475 «Об организации кооперативов по строительству и эксплуатации коллективных гаражей — стоянок для автомобилей индивидуальных владельцев» разрешало организацию гаражно-строительных кооперативов по образу существовавших жилищных и дачных кооперативов. Граждане могли приобрести в постоянное пользование одно место в одном ГСК. В 1970—1980-е гг. благодаря появлению и распространению относительно доступных легковых автомобилей гаражно-строительные кооперативы стали появляться на окраинах многих советских городов. Тогда же начала возникать и гаражная экономика — отдельные члены кооперативов занимались оказанием услуг по ремонту автомобилей.

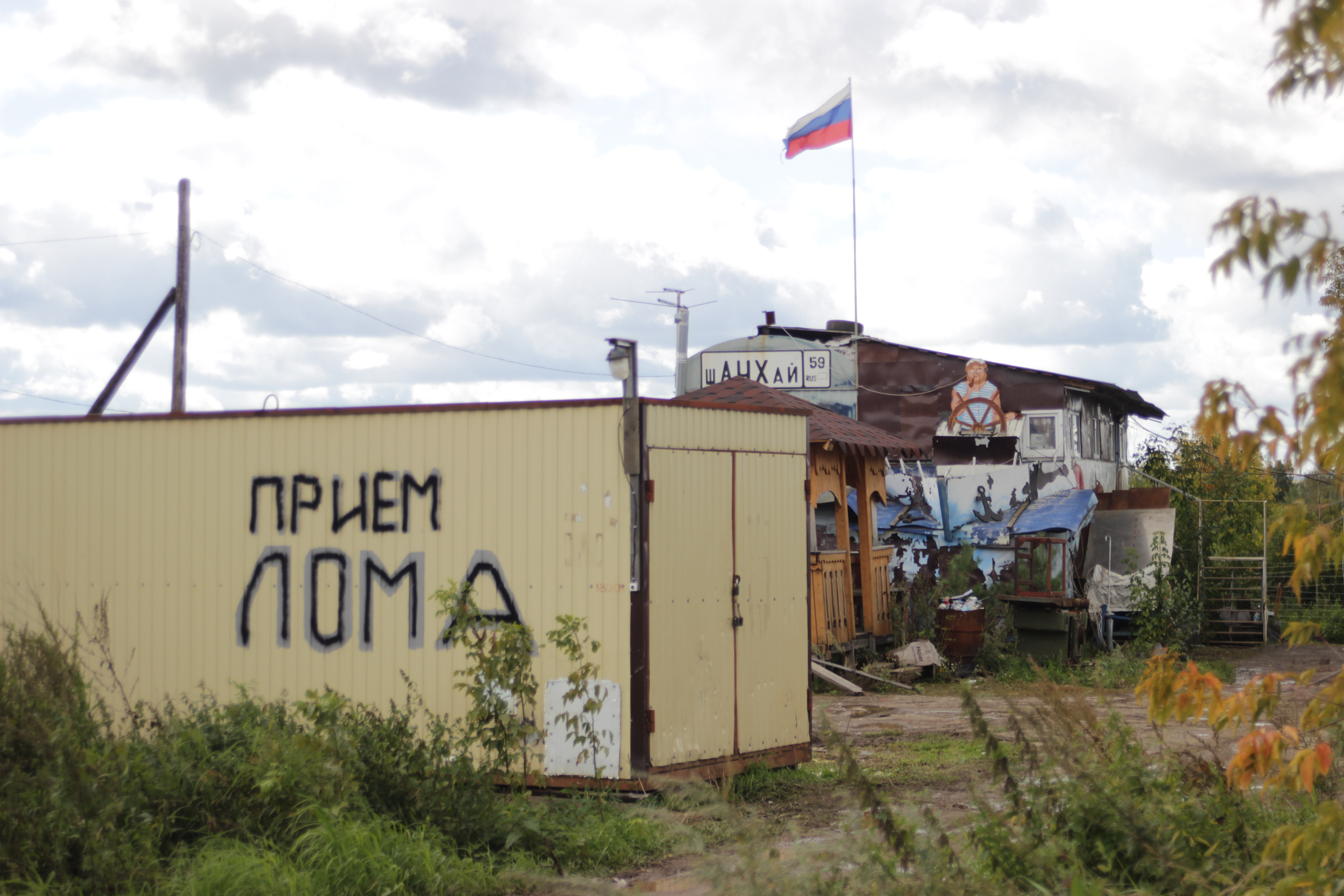
Пункт приёма металла

В 1980-е и 1990-е гг. благодаря появлению возможности строить гаражи не по типовым проектам, переходу права собственности на гараж от ГСК к гражданам-участникам кооператива, а также ослаблению контроля со стороны властей, на территориях гаражно-строительных кооперативов стало возможным осуществлять более разнообразную деятельность. Макроэкономическая обстановка — сокращение реальной заработной платы, рост безработицы — также стимулировал рост количества самозанятых, в том числе и в гаражной экономике.

## Масштаб

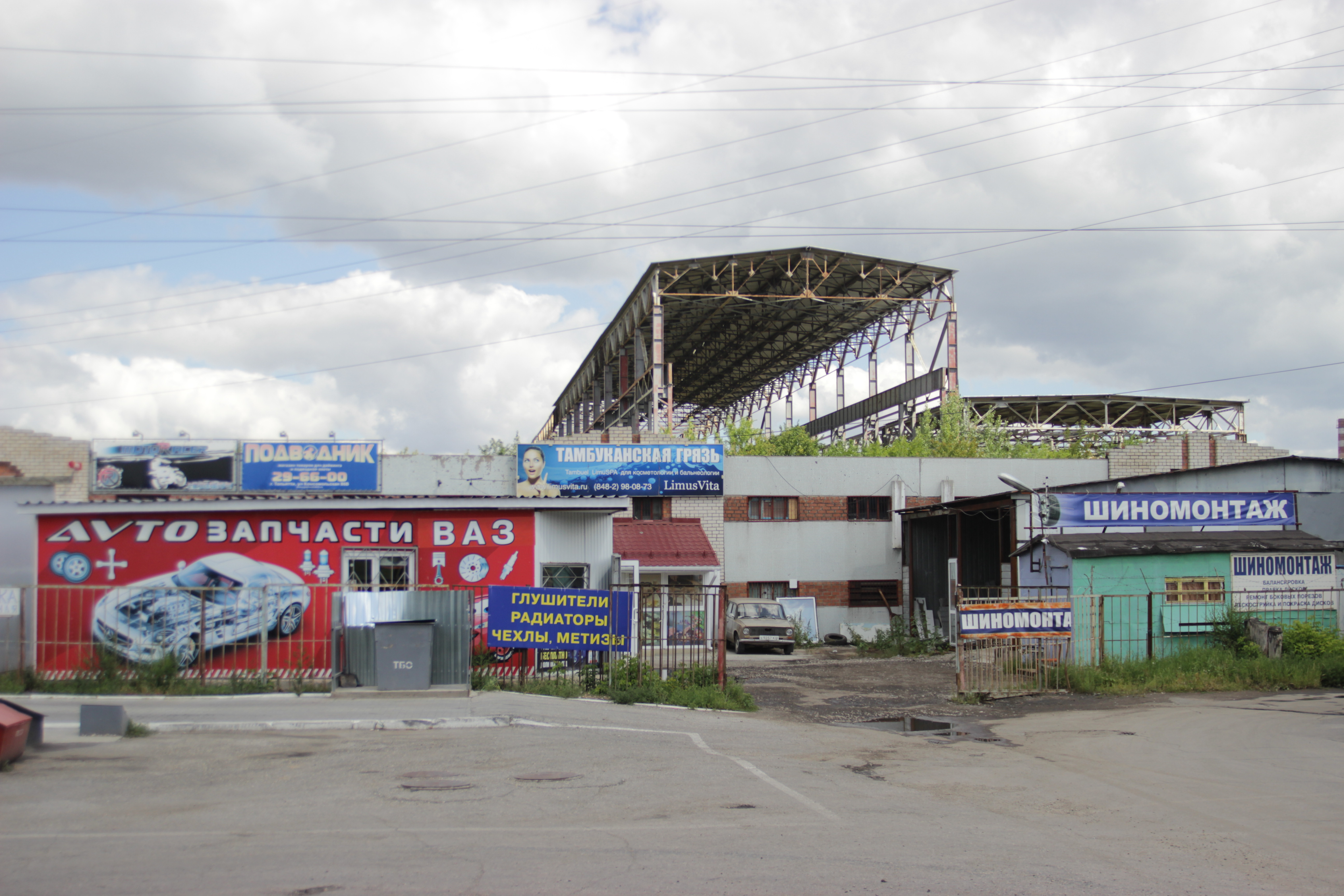
Производственное ГСК

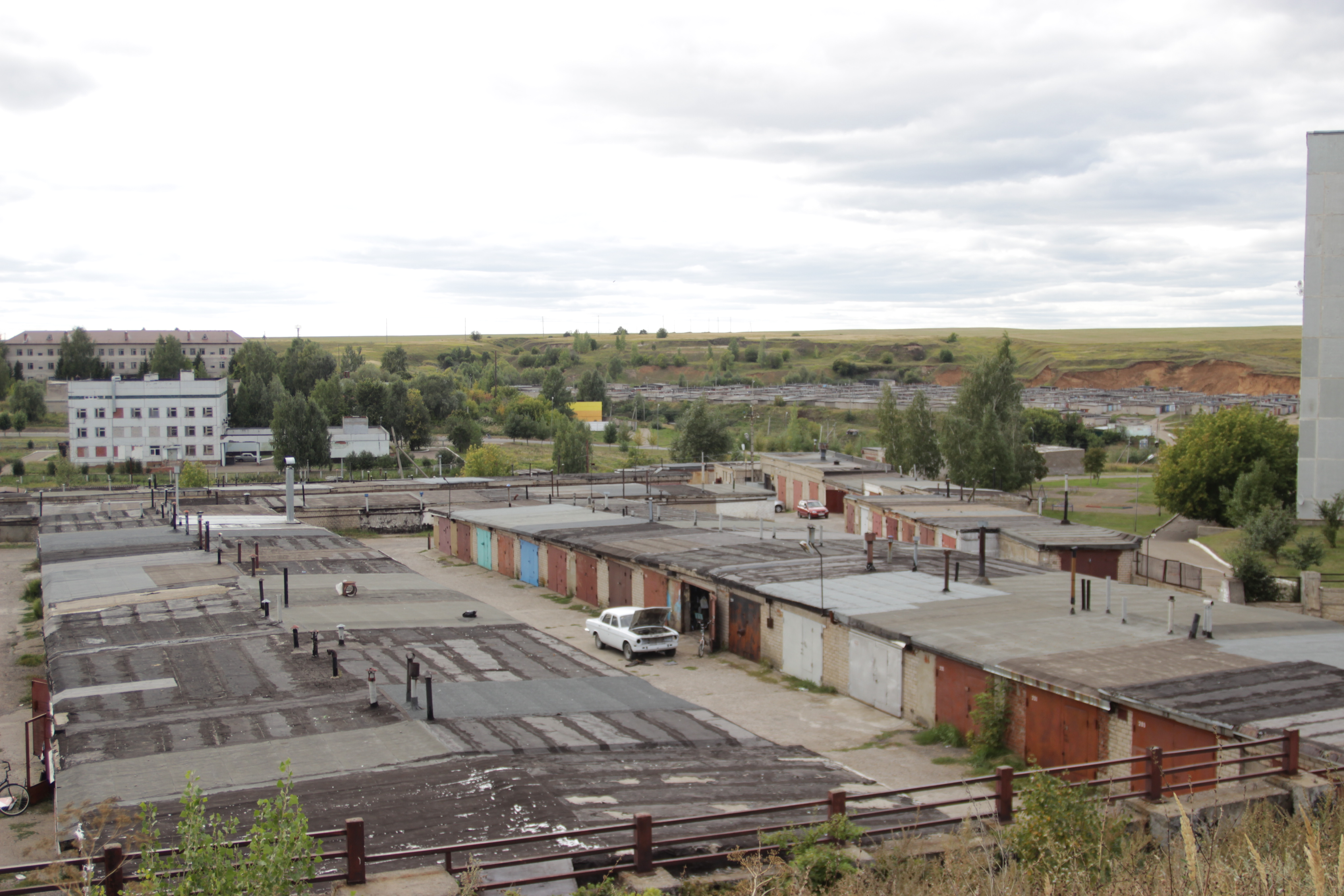
Гаражные просторы

По результатам исследования «Гаражная экономика в российской провинции», проведённом при поддержке фонда «Хамовники» (учредитель Александр Клячин) в 2015—2016 гг., гаражная экономика присутствует во многих крупных городах России. Наибольшее количество «гаражников» присутствовало в Ульяновске (35 100 чел.), Тольятти (5460 чел.), Анапе (5205 чел.) и Набережных Челнах (2898 чел.).
В Сочи и других курортных городах гаражи чаще всего переоборудуются в жилые помещения, либо для переселения владельцев туда и сдачи основного жилья в курортный период, либо наоборот, сдачи самого гаража.

## Деятельность
Основными причинами, побуждающими людей к участию в гаражной экономике, являются потребность в деньгах для себя и семьи при невозможности найти подходящую работу, желание независимости и самореализации.

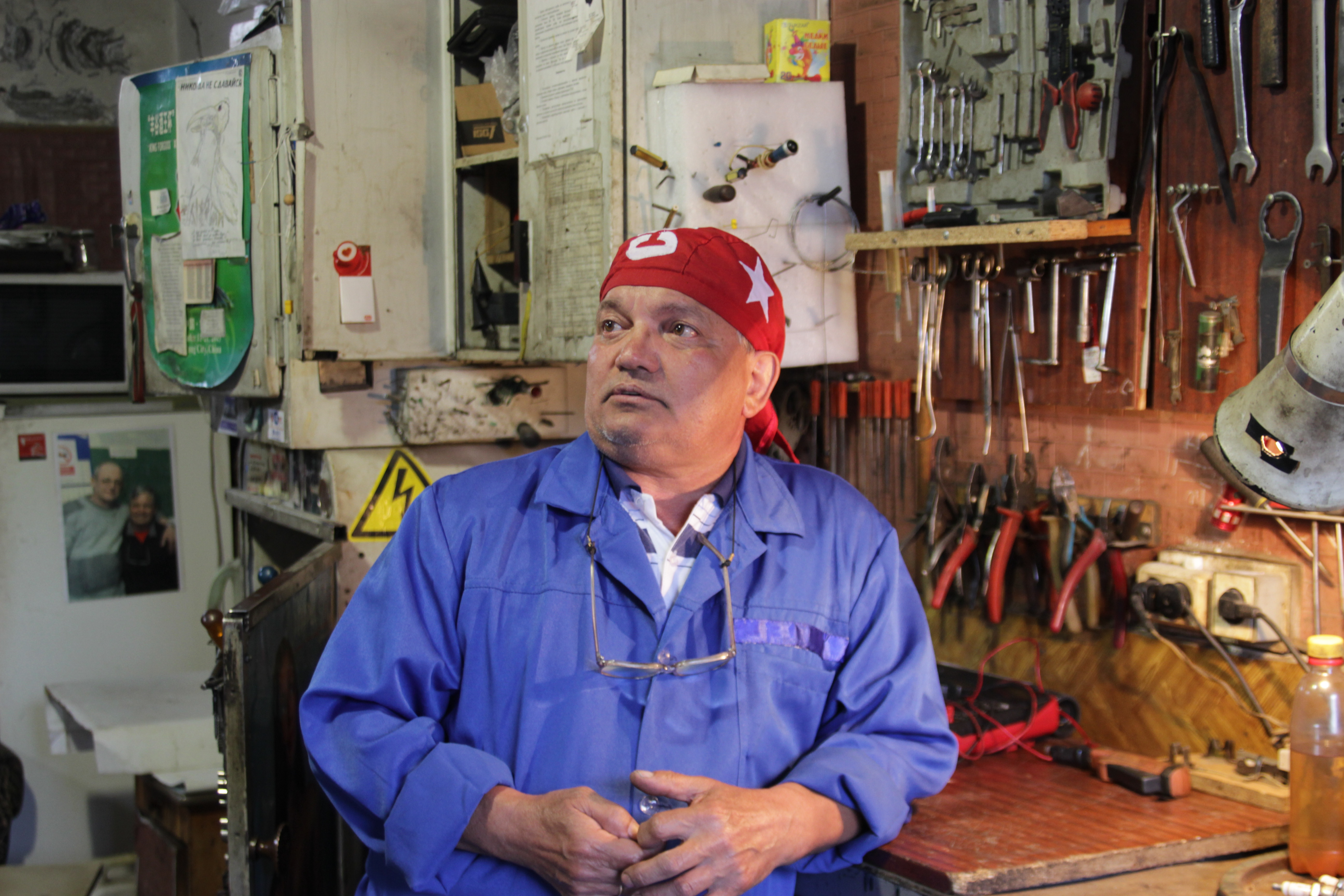
Звезда youtube карбюраторщик Наиль Порошин

Как правило, гаражники работают в одиночку, реже встречаются формы артели и кооперации между несколькими гаражниками, распределённые мануфактуры. При необходимости в рабочей силе предпочитают привлекать родственников или подмастерьев, реже происходит наём посторонних.
Сбыт продукции и поиск клиентов осуществляется, как правило, посредством «сарафанного радио», дабы не привлекать внимания. Также используется Интернет: youtube-каналы, сайты бесплатных объявлений, профильные форумы и т. д.
Наиболее распространены следующие виды деятельности гаражной деятельности:
• ремонт автомобилей, производство запасных частей, автосервис;
• производство мебели и фурнитуры;
• производство строительных материалов;

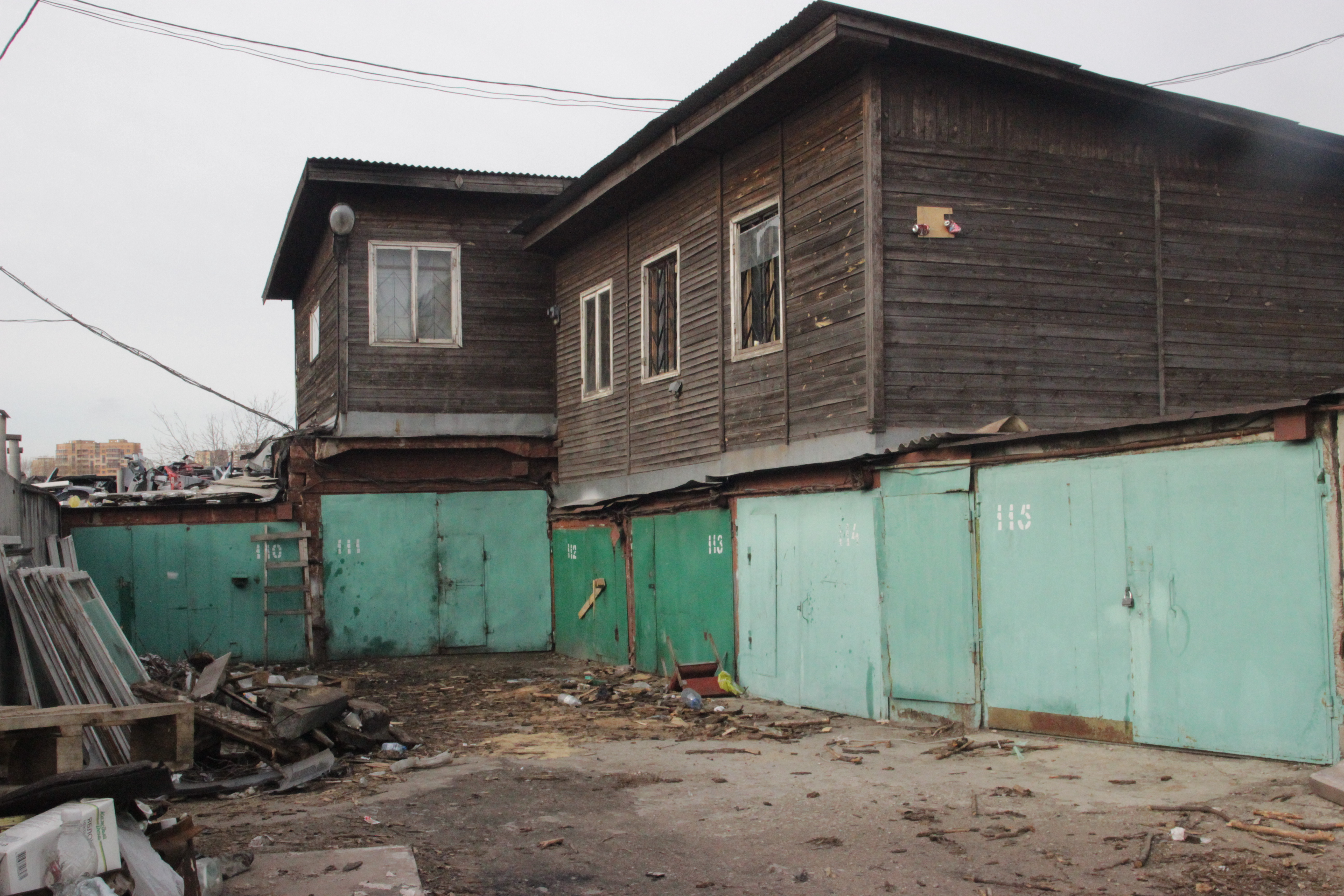
Жилой гараж-барак

• использование в качестве жилого помещения, предоставление в аренду.
Доход от некоторых видов деятельности (2015 год):
| Вид деятельности             | Доход                                          | Примечания                           |
| Шиномонтаж                   | 120-160 т.р.                                   | За 1 сезон                           |
| Автосервис                   | 60-120 т.р. — провинция 90-300 т.р. — в Москве | На двоих работающих                  |
| Автоэлектрик                 | 40-60 т.р. — провинция 70-100 т.р. — Москва    | -                                    |
| Мебель на заказ              | 25-40 т.р.                                     | В провинции, на одного рабочего      |
| Автомойка                    | 40-250 т.р.                                    | В провинции, на два поста            |
| Производство бетонных блоков | 20-40 т.р.                                     | На одного рабочего                   |
| Аренда жилого гаража         | 7-20 т.р./месяц                                | Москва, Ханты-Мансийск               |
| Аренда жилого гаража         | 1000-5000/сутки                                | Сочи и другие города юга РФ, в сезон |

## Регулирование
В настоящее время не существует единой политики в отношении гаражной экономики. Гаражно-строительные кооперативы, как юридические лица, подпадают только под действие ещё советского закона «О кооперации». В зависимости от региона и муниципалитета гаражникам может быть выгодно либо оставаться в тени, либо так или иначе легализироваться — например, через регистрацию в качестве индивидуального предпринимателя. Некоторые города учитывают экономическую деятельность в ГСК в стратегиях развития малого бизнеса.

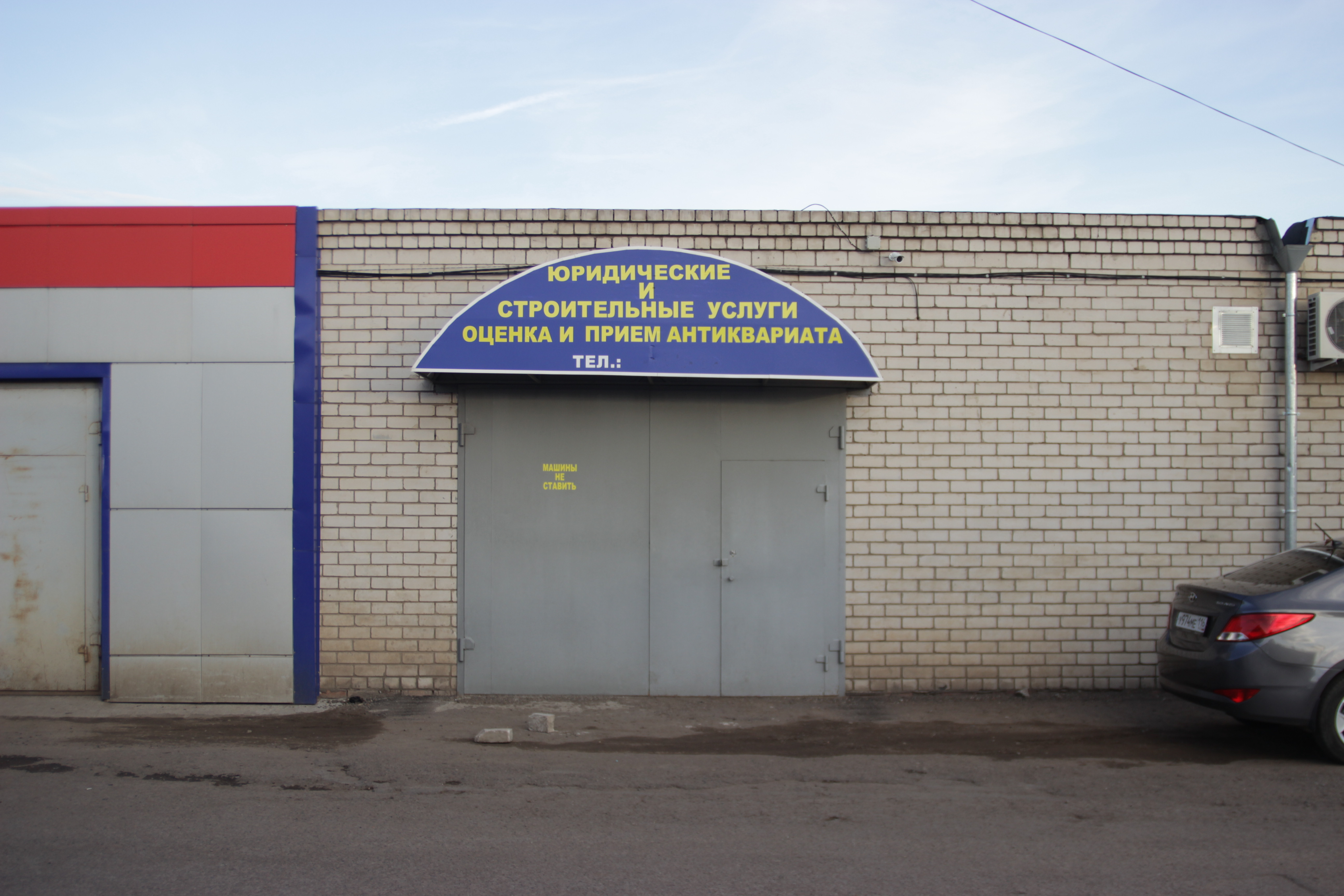
Юридические услуги

В июле 2016 года на экономическом совещании, на котором присутствовали министры, советники и региональные чиновники, Президент РФ Владимир Путин поручил найти способы решения проблемы теневой экономики и создать условия для малого бизнеса «не хуже, чем в гаражах».
Бизнес-омбудсмен Борис Титов выдвигал предложения, направленные на легализацию части ненаблюдаемой экономики и, в частности, гаражной экономики, путём создания новой правовой формы бизнеса — «индивидуальный предприниматель без права найма работников». По оценкам Титова, это позволило бы увеличить вклад малого и среднего бизнеса в ВВП России до 30 % к 2025 году. В 2015 году вклад этих видов бизнеса составлял 19,9 % по оценкам Росстата.